# Varanus salvator
Varanus salvator és una espècie de sauròpsid (rèptil) escatós de la família dels varànids propi dels Sud-est Asiàtic. És un dels varans més comuns d'Àsia i la seva distribució va de Sri Lanka, l'Índia, Indoxina, la península Malaia i diverses illes d'Indonèsia.

## Característiques
Pot arribar a fer 3,2 metres de llarg amb una mitjana d'1,5 metres. El pes màxim és d'uns 25 kg però la majoria pesen la meitat. El seu cos és musculat amb una llarga cua comprimida lateralment i poderosa.

## Comportament i dieta
Neden molt bé, són carnívors amb un ampli espectre de preses (granotes, tortugues, peixos, ocells rosegadors, etc.) Com el dragó de Komodo, sovint mengen carronya. Viu sempre prop de l'aigua.

## Subespècies deVaranus salvator
- Varanus salvator salvator a Sri Lanka
- Varanus salvator andamanensis: Illes Andaman.
- Varanus salvator bivittatus: Java, Bali, Lombok, Sumbawa, Flores, Ombai (Alor), Wetar i illes de Sunda, Indonèsia.
- Varanus salvator komaini: Tailàndia
- Varanus salvator macromaculatus: Tailàndia. Sud-st d'Àsia, Singapure, Sumatra, Borneo i illes associades

## Galeria fotogràfica

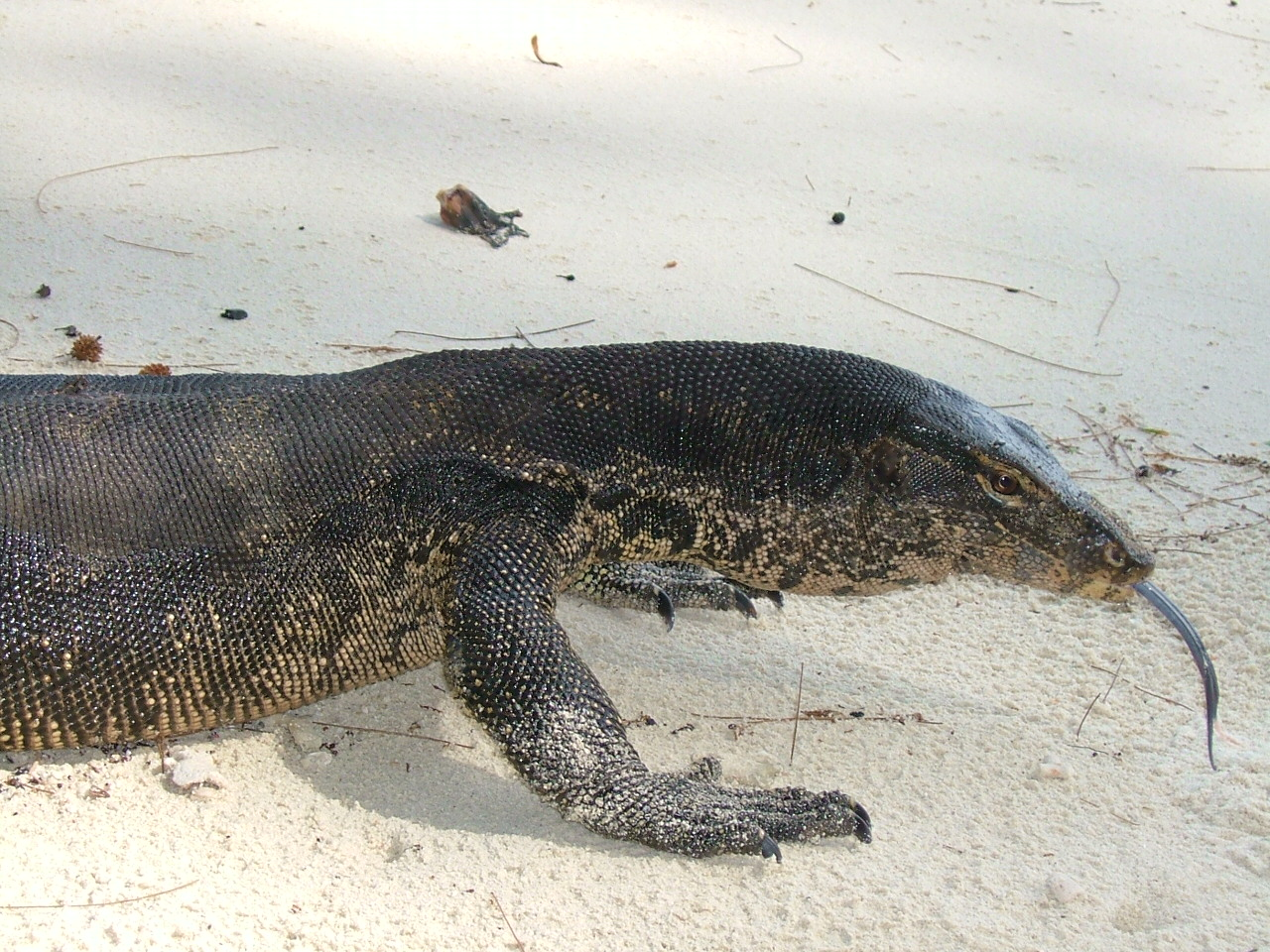
Varanus salvator
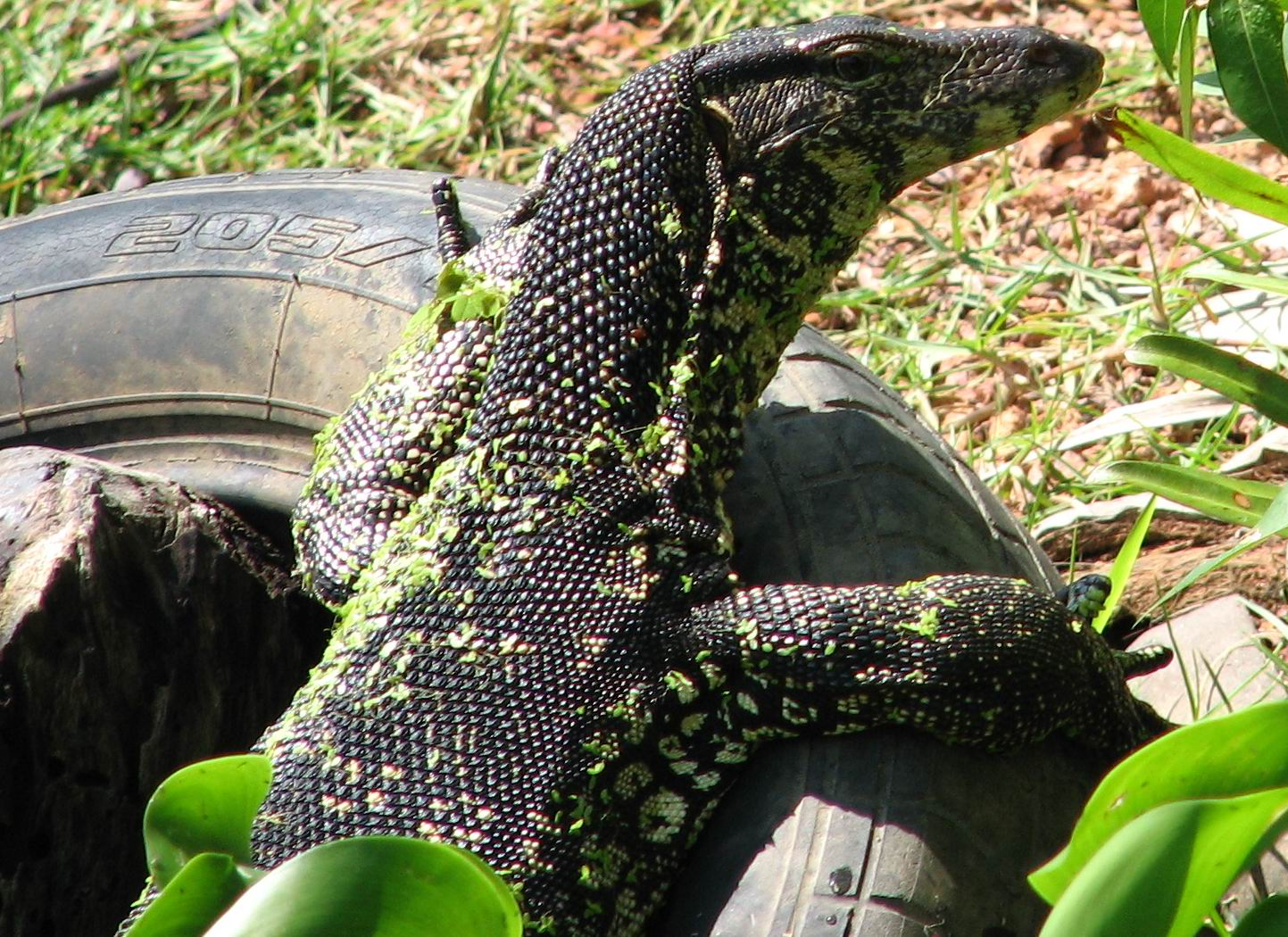
A Sri Lanka
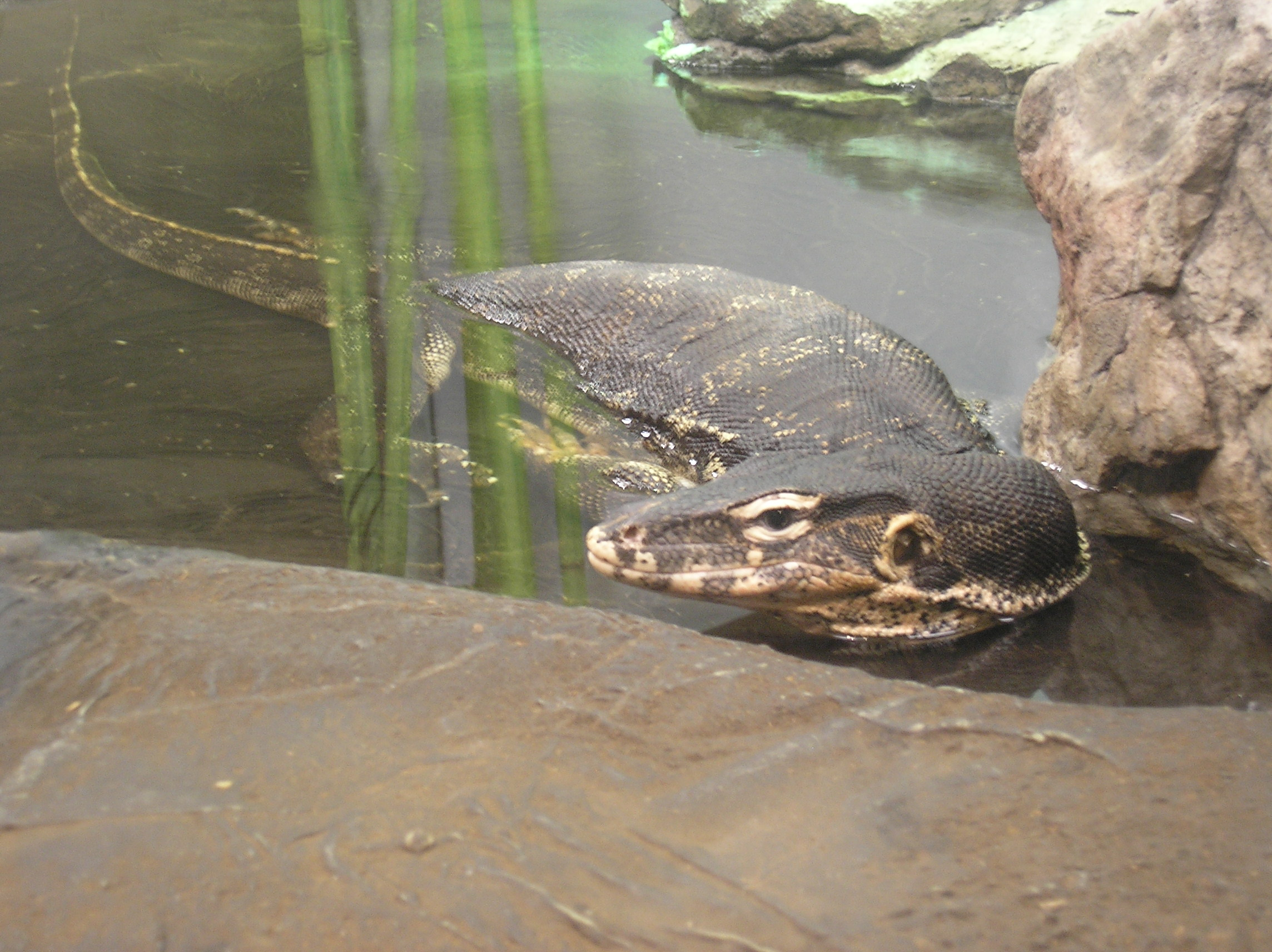
Varanus salvator
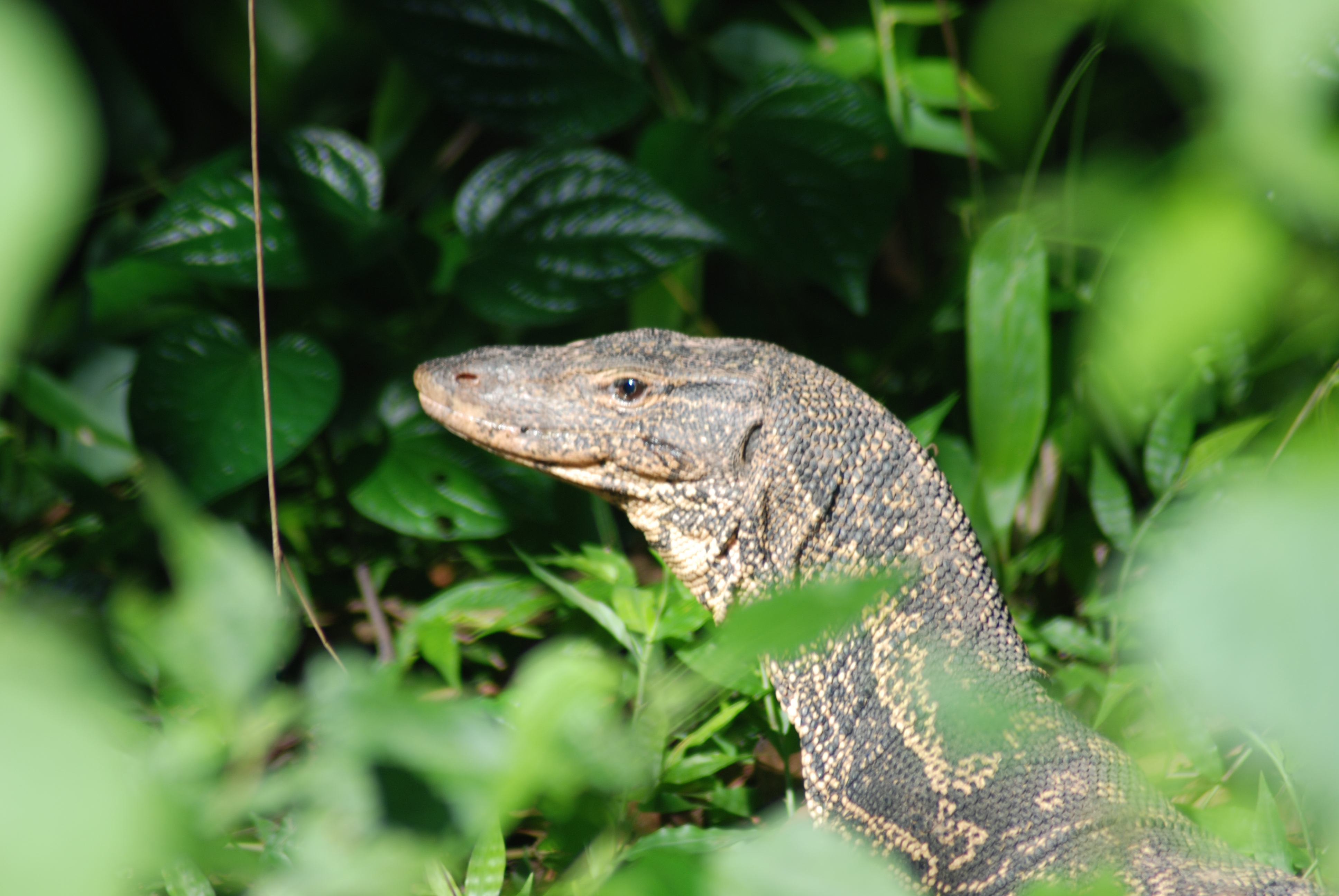
Varanus salvator salvator
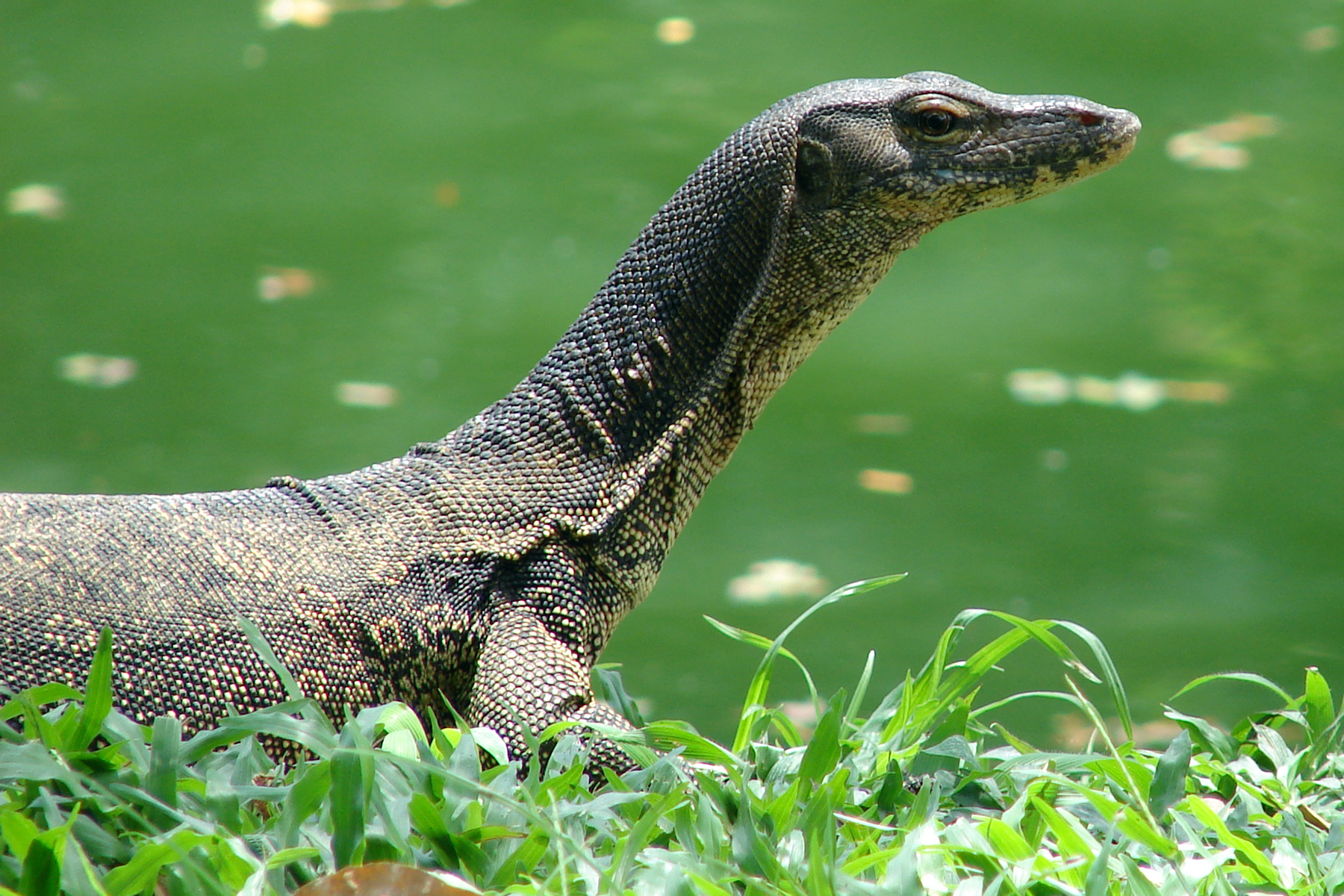
A Penang, Malàisia
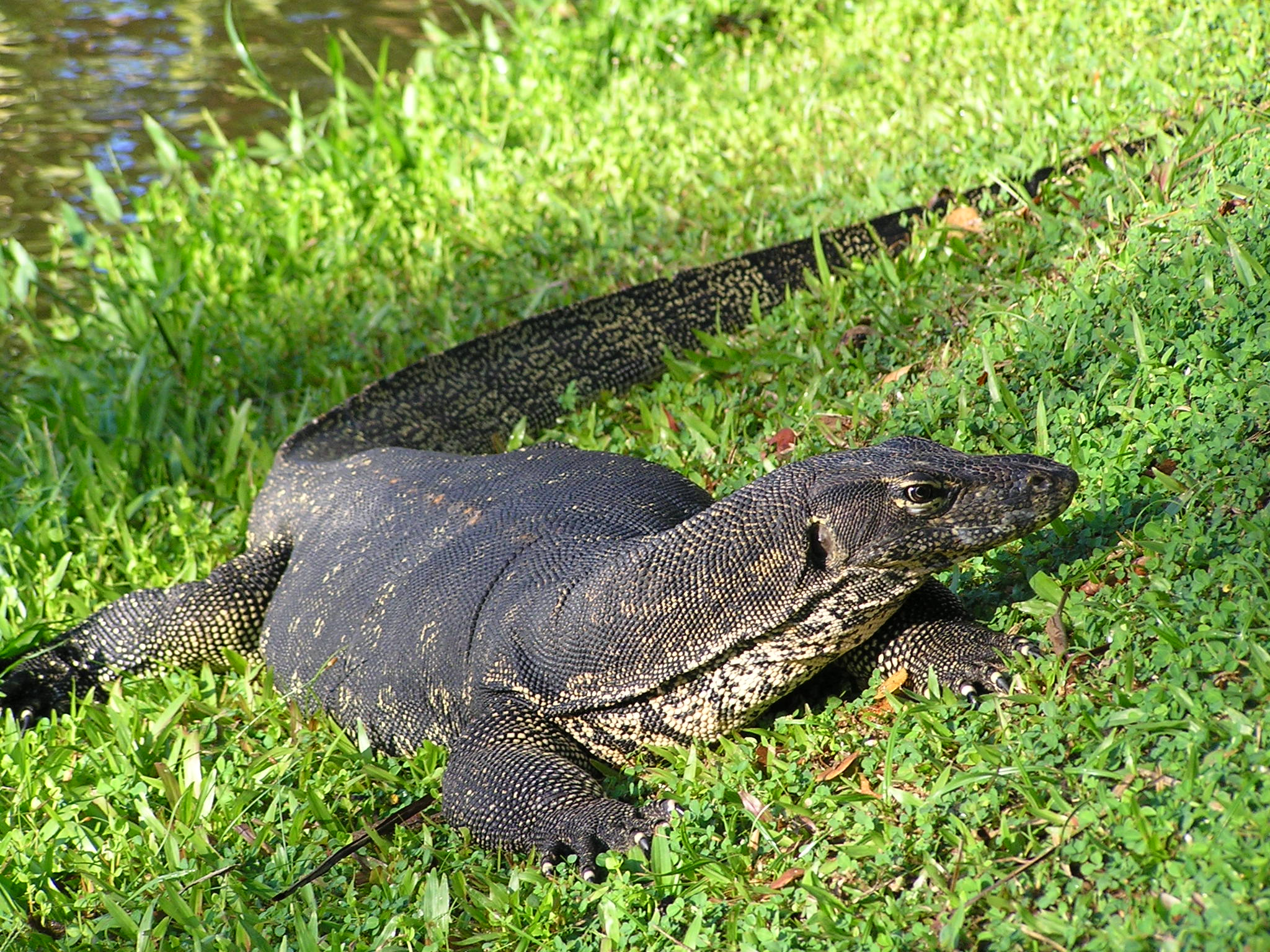
A Borneo, Malàisia